# Municipi de Syddjurs
El municipi de Syddjurs és un municipi danès que va ser creat l'1 de gener del 2007 com a part de la Reforma Municipal Danesa, integrant els antics municipis de Ebeltoft, Midtdjurs, Rosenholm i Rønde. El municipi és situat a l'est de la península de Jutlàndia, a la Regió de Midtjylland, abasta una superfície de 696 km² ocupant la part sud de la península de Djursland, inclosa la petita península de Mols. Forma part de la Regió metropolitana de l'est de Jutlàndia.
La capital del municipi és Rønde (2.426 habitants el 2009). Altres poblacions del municipi:
- Ebeltoft
- Hornslet
- Kolind
- Mørke
- Nimtofte
- Pindstrup
- Ryomgård
- Ugelbølle

## Consell municipal
Resultats de les eleccions del 18 de novembre del 2009:
| Partit                       | vots | % vots |
| ---------------------------- | ---- | ------ |
| Socialdemokratiet            | 5464 | 25,7   |
| Det Konservative Folkeparti  | 1606 | 7,6    |
| Socialistisk Folkeparti      | 4814 | 22,6   |
| Borgerlisten                 | 999  | 4.7    |
| Dansk Folkeparti             | 1280 | 6,0    |
| Venstre                      | 6080 | 28,6   |
| Enhedslisten - De Rød-Grønne | 238  | 1,1    |

### Alcaldes
| Alcalde                | Període               | Partit                  |
| ---------------------- | --------------------- | ----------------------- |
| Vilfred Friborg Hansen | 1-1-2007 a 31-12-2009 | Socialdemokratiet       |
| Kirstine Bille         | 1-1-2010 a ----       | Socialistisk Folkeparti |